# Sexey-aux-Forges
Sexey-aux-Forges è un comune francese di 672 abitanti situato nel dipartimento della Meurthe e Mosella nella regione del Grand Est.

## Società

### Evoluzione demografica
Abitanti censiti